# Acropolis thalia
Acropolis thalia är en fjärilsart som beskrevs av John Henry Leech 1891. Acropolis thalia ingår i släktet Acropolis och familjen praktfjärilar. Inga underarter finns listade i Catalogue of Life.